# Вулиця Володимира Великого (Кременчук)
Вулиця Володи́мира Вели́кого — вулиця на півночі Кременчука, розташована на сході мікрорайону Молодіжне. Протяжність близько 1100 метрів. До 18 лютого 2016 року мала назву Тельмана.

## Розташування
Вулиця розташована в північній частині міста. Починається від провулку Тецівського і прямує на південний схід уздовж залізничного полотна.
Проходить крізь такі вулиці (від початку вулиці до кінця):
- Тецівський провулок
- Тараса Бульби
- Грозненський провулок
- Героїв України
- Воїнів-інтернаціоналістів

## Опис

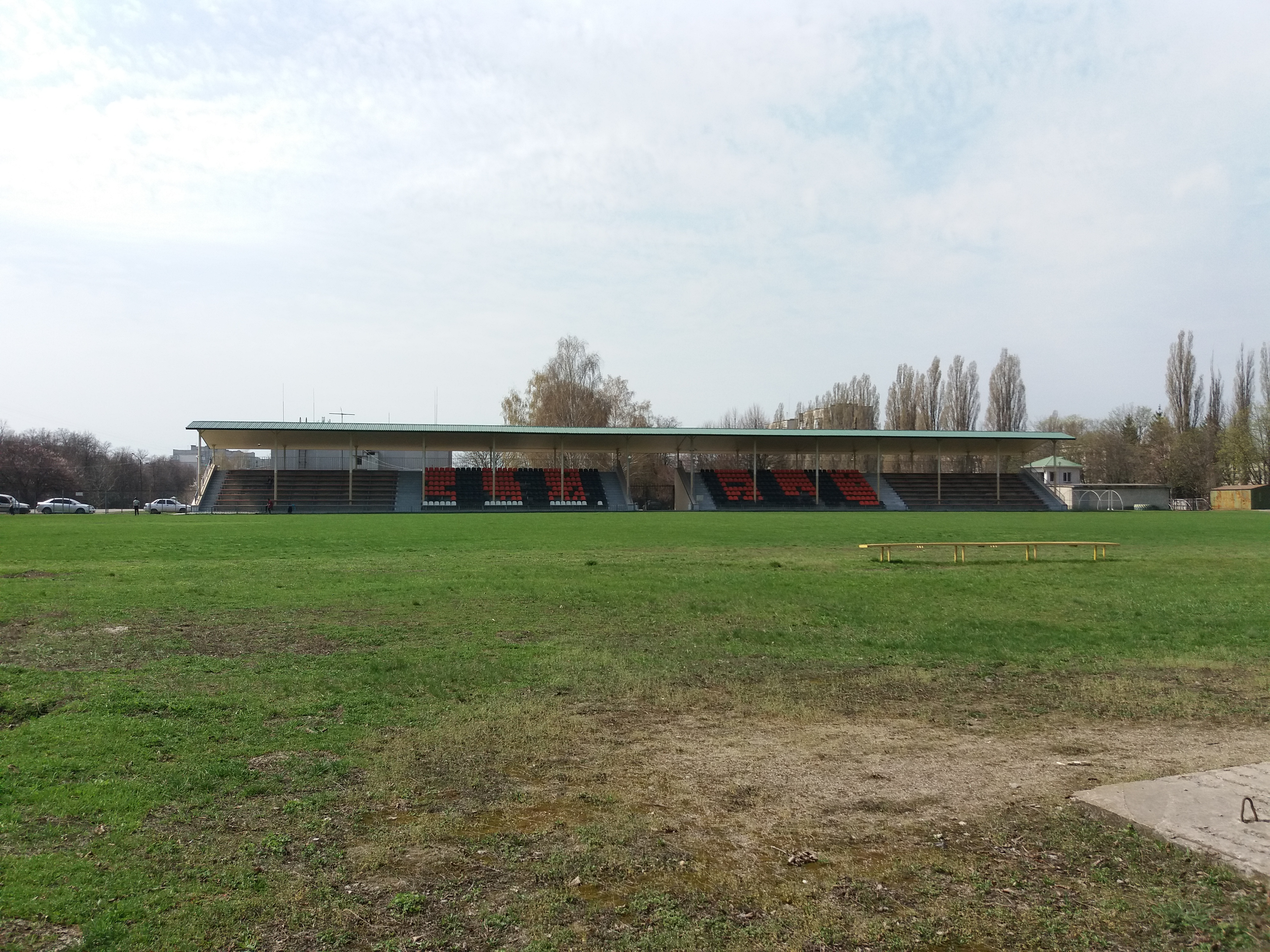
Стадіон «Нафтохімік»

На західній стороні вулиці розташована багатоповерхова забудова. Причому від початку до стадіону «Нафтохімік» будинки — п'ятиповерхові хрущівки, а далі — дев'ятиповерхові панельні будівлі. Розділяє вулицю на дві приблизно рівні частини стадіон «Нафтохімік». Паралельно вулиці зі східного боку розташоване залізничне полотно, по якому пролягає дорога з Кременчука до Києва. Між залізницею і проїжджою частиною розташовані гаражі та лісосмуга. Біля перехрестя з вулицею Воїнів-інтернаціоналістів розташована станція Кагамлицька Південної залізниці.

## Історія
До 18 лютого 2016 року була названа на честь Тельмана.